# Plastophora congolensis
Plastophora congolensis är en tvåvingeart som beskrevs av Rudolf Beyer 1965. Plastophora congolensis ingår i släktet Plastophora och familjen puckelflugor. Inga underarter finns listade i Catalogue of Life.